# 24-я воздушная армия (США)
24-я воздушная армия ВВС США — Кибернетическое командование ВВС США (англ. Twenty-Fourth Air Force, AFCYBER) — компонент Киберкомандования США и Боевого авиационного командования в Военно-воздушных силах.

## Формирование
Первоначально предполагалось, что 24-я воздушная армия станет подразделением созданного в 2007 году кибернетического командования ВВС AFCYBER, но 18 августа 2009 года 24-я воздушная армия была включена в состав Космического командования ВВС США (AFSPC).
В августе 2008 года начальник штаба ВВС генерал Н. Шварц распорядился приостановить дальнейшее развёртывание AFCYBER, а в октябре 2008 года представители ВВС сообщили, что развёртывание AFCYBER не состоится, а 24-я воздушная армия будет ориентирована на задачи кибервойны в рамках Космического командования ВВС (AFSPC).
Одним из ключевых подразделений 24-й воздушной армии является 67-е авиакрыло сетевых операций (67 NWW), размещённое на базе ВВС Лекленд в штате Техас.
В состав 24-й воздушной армии также вошли следующие подразделения:
- 688-е авиакрыло информационных операций[англ.] (688 IOW) — база ВВС Лекленд, штат Техас;
- 689-е авиакрыло боевой связи[англ.] (689 CCW) — база ВВС Робинс[англ.], штат Джорджия;
- 624-й оперативный центр[англ.] (624 OC) — база ВВС Лекленд, штат Техас.
- Сетевой интегрированный центр[англ.] (AFNIC), формально подчинённый Космическому командованию ВВС, непосредственно взаимодействует с 24-й воздушной армией в рамках своих задач по созданию и поддержанию единой компьютерной сети ВВС США.

Рассматривалось шесть возможных мест размещения штаб-квартиры 24-й воздушной армии, в том числе: база ВВС Барксдейл в Луизиане, база ВВС Лекленд в Техасе, база ВВС Лэнгли в Вирджинии, авиабаза Оффатт в Небраске, база ВВС Петерсон в Колорадо и база ВВС Скотт в Иллинойсе.
15 мая 2009 года должностные лица ВВС объявили, что наиболее предпочтительным вариантом является база ВВС Лекленд, это решение было подтверждено 12 августа 2009 года.. 24-я воздушная армия официально начала деятельность 18 августа 2009 года. 22 января 2010 года, 24-я воздушная армия была сертифицирована AFSPC в стадии первоначальной готовности (IOC). О полной боевой готовности было объявлено 1 октября 2010 года.
С 18 июля 2018 года в составе Боевого авиационного командования.

## Задачи
На 24-ю воздушную армию возложено решение следующих основных задач:
- защита и управление сегментом ВВС глобальной информационно-управляющей сети министерства обороны США[англ.] (С2 Constellation);
- проведение всего спектра операций в киберпространстве, в том числе по эксплуатации компьютерных сетей иностранных государств в своих целях;
- уничтожение и подавление элементов систем боевого управления (СБУ) и критически важных объектов противника, тем или иным способом связанных с кибернетическим ресурсом, и др.[9]

## Подразделения
Численность личного состава 24-й воздушной армии в настоящее время составляет около 14 тыс. военнослужащих и гражданских специалистов. Кроме того, к решению задач этого формирования на временной основе привлекается до 20 тыс. других специалистов, включая резервистов и представителей контрактных организаций, рабочие места многих из них расположены вне места дислокации армии, работу они выполняют дистанционно.
Организационно в 24-ю воздушную армию входят три крыла: 67-е крыло боевого применения информационных систем, 688-е — информационных операций в компьютерных сетях, и 689-е — боевой связи.
- 67-е авиакрыло боевого применения информационных систем[англ.], база ВВС Лекленд[англ.], штат Техас
  - 26-я группа сетевых операций, база ВВС Лекленд
    - 26-я эскадрилья сетевых операций, база ВВС Максвелл[англ.], штат Алабама
    - 26-й эскадрилья поддержки операций, база ВВС Лекленд
    - 33-я эскадрилья сетевых операций, база ВВС Лекленд
    - 68-я эскадрилья сетевых операций, база ВВС Лекленд
    - 352-я эскадрилья сетевых операций, Объединённая база ВМФ и ВВС США в Пёрл-Харборе
    - 426-я эскадрилья сетевых операций, авиабаза Рамштайн, Германия (штаб-картира ВВС США в Европе)

  - 67-я группа сетевых операций, база ВВС Лекленд
    - 67-я эскадрилья поддержки операций, база ВВС Лекленд
    - 91-я эскадрильи сетевых операций, база ВВС Лекленд
    - 315-я эскадрилья сетевых операций, Форт-Мид

  - 690-я группа сетевой поддержки, база ВВС Лекленд
    - 83-я эскадрилья сетевых операций, база ВВС Лэнгли, штат Вирджиния
    - 561-я эскадрильи сетевых операций, база ВВС Петерсон[англ.], штат Колорадо
    - 690-я эскадрилья разведывательного обеспечения, база ВВС Лекленд
    - 690-я эскадрилья сетевой поддержки, база ВВС Лекленд.

- 688-е авиакрыло информационных операций[англ.], база ВВС Лекленд
  - 38-я инженерная группа киберопераций, база ВВС Тинкер[англ.], штат Оклахома
    - 38-я контрактная эскадрилья, база ВВС Тинкер
    - 38-я эскадрилья киберопераций, база ВВС Тинкер
    - 38-я инженерная эскадрилья, база ВВС Тинкер
    - 38-я эскадрилья оперативной поддержки, база ВВС Тинкер
    - 85-я инженерная эскадрилья, база ВВС Кислер[англ.], штат Миссисипи

  - 318-я группа информационных операций, база ВВС Лекленд
    - 39-я эскадрилья информационных операций, база ВВС Хёлберт-Филд[англ.], штат Флорида
    - 90-я эскадрилья информационных операций, база ВВС Лекленд
    - 92-я эскадрилья информационных операций, база ВВС Лекленд
    - 318-я эскадрильи оперативной поддержки, база ВВС Лекленд
    - 346-я испытательная эскадрилья, база ВВС Лекленд.

- 689-е авиакрыло боевой связи[англ.], база ВВС Робинс[англ.], штат Джорджия
  - 3-я группа боевой связи, база ВВС Тинкер
    - 3-я эскадрилья поддержки боевой связи, база ВВС Тинкер
    - 31-я эскадрилья боевой связи, база ВВС Тинкер
    - 32-я эскадрилья боевой связи, база ВВС Тинкер
    - 33-я эскадрилья боевой связи, база ВВС Тинкер
    - 34-я эскадрилья боевой связи, база ВВС Тинкер
    - 35-я эскадрилья боевой связи (Резервное командование ВВС США), база ВВС Тинкер

  - 5-я группа боевой связи, база ВВС Робинс
    - 5-я эскадрилья поддержки боевой связи, база ВВС Робинс
    - 51-я эскадрилья боевой связи, база ВВС Робинс
    - 52-я эскадрилья боевой связи, база ВВС Робинс
    - 53-я эскадрилья боевой связи, база ВВС Робинс
    - 54-я эскадрилья боевой связи, база ВВС Робинс
    - 55-я эскадрилья боевой связи (Резервное командование ВВС США), база ВВС Робинс.